# Díky a promiň
Díky a promiň (ve švédském originále Tack och förlåt) je švédský komediální dramatický film z roku 2023. Film natočila režisérka Lisa Aschan podle scénáře Marie Østerbye. Premiéra se uskutečnila na streamovací službě Netflix 26. prosince 2023.

## Synopse
Film pojednává o Sáře, která žije zdánlivě dokonalý rodinný život s Daniélem a jejich synem Elliotem a brzy spolu čekají dítě. Její život se obrátí vzhůru nohama, když Daniél zemře a ona zůstane sama. Nečekané pomoci se jí však dostane od její dosud nepřítomné starší sestry Lindy, která Sáře nabídne, že se k ní nastěhuje.

## Obsazení (výběr)
| Ville Virtanen         | Timo   |
| Sanna Sundqvist        | Sara   |
| Peshang Rad            | Jasse  |
| Ia Langhammer          | Helen  |
| Juan Rodríguez         | José   |
| Charlotta Björck       | Linda  |
| Amaël Blomgren Alcaide | Elliot |